# Богомазов, Сергей Михайлович
Сергей Михайлович Богомазов (1900—1983) — советский поэт, драматург и сценарист.

## Биография
Родился 9 сентября 1900 года в г. Глазов Вятской губернии.
До Октябрьской революции учился в реальном училище и университете Шанявского.
Участвовал в культурно-просветительной комиссии Главного Воздушного Флота. Работал заведующим литчастью Детского театра.
После Великой Отечественной войны долго работал в Главной редакции радиовещания для детей Всесоюзного радио.
Был частым соавтором композитора Евгения Жарковского.
Умер 11 мая 1983 года в Москве.

## Творчество
Богомазов был известным поэтом, автором стихов многих песен и инсценировщиком литературных произведений для детских опер и спектаклей. Среди них «Угадайка», «Клуб знаменитых капитанов», «Волшебное такси», «Приключения Буратино», «Дон-Кихот», «Три толстяка», «Приключения Чиполлино» (1962), сказки Андерсена и другие, созданные в содружестве с крупными режиссёрами, актёрами и композиторами — Розой Иоффе, Николаем Литвиновым, Василием Качаловым, Павлом Аедоницким, Дмитрием Кабалевским, Владимиром Рубиным, Эдуардом Колмановским, Юрием Никольским, Николаем Пейко и другими.
Любимое детище Сергея Богомазова — игра-загадка «Угадай-ка». Такое слово узнали маленькие слушатели в первый раз весной 1944 года. Это была весёлая игра для маленьких, дошкольников. С тех пор более трёх десятков лет каждый месяц игра появлялась в эфире. Её вели мальчик Боря — его роль исполняла заслуженная артистка РСФСР Юлия Юльская (1902—1986) и его старший друг — дядя Сережа. У дяди Сережи всегда было в запасе много интересных загадок.
Постепенно семья «Угадай-ки» росла. Вместе с мальчиком Борей стали читать загадки девочка Галя (актриса Центрального детского театра Галина Иванова (1928—2007); дядя Сережа примерно после 20 выпусков «уехал» в далекую командировку, уступив место дедушке Константину Петровичу (народный артист СССР Александр Ханов (1904-1983). Время от времени навещала «Угадай-ку» мама Галочки Вера Петровна (заслуженная артистка РСФСР Вера Гердрих (1914-2014).
Богомазов — автор текста песен к мультфильмам «Храбрый заяц»(1955) и «Тихая пристань»(1957).

## Память
- В РГАЛИ имеются документальные материалы, относящиеся к Богомазову.[5]

## Интересный факт
- Стихи Богомазова были опубликованы в воронежском журнале «Сирена» (1919 год, № 4-5), в котором Сергей Есенин опубликовал своё стихотворение «О Боже, Боже, эта глубь…».[6]